# Élections municipales de 2014 dans le Tarn
Les élections municipales dans le Tarn se sont déroulées les 23 et 30 mars 2014.

## Maires sortants et maires élus
Le scrutin est marqué par quelques changements notables. La gauche perd Giroussens, Labruguière, Lisle-sur-Tarn et Rabastens. Elle remporte toutefois Coufouleux, Fréjairolles, Labastide-Rouairoux, Labastide-Saint-Georges, Lagarrigue et Saint-Paul-Cap-de-Joux. La droite essuie un revers à Cunac, mais conserve ses mairies excepté celle de Saint-Sulpice-la-Pointe gagnée par la gauche. L'UDI remporte Gaillac face à la gauche et Mazamet face à la droite. Elle conserve Albi, le  chef-lieu du département.
| Commune                  | Population | Maire sortant            | Parti | Parti | Maire élu                  | Parti | Parti  |
| ------------------------ | ---------- | ------------------------ | ----- | ----- | -------------------------- | ----- | ------ |
| Aiguefonde               | 2 679      | Vincent Garel            |       | DVG   | Vincent Garel              |       | DVG    |
| Albi                     | 49 179     | Philippe Bonnecarrère    |       | UDI   | Stéphanie Guiraud-Chaumeil |       | UDI    |
| Arthès                   | 2 486      | Pierre Doat              |       | PS    | Pierre Doat                |       | DVG    |
| Aussillon                | 6 313      | Didier Houlès            |       | DVG   | Bernard Escudier           |       | DVG    |
| Blan                     | 1 126      | Jean Claude De Bortoli   |       | PCF   | Jean-Claude de Bortoli     |       | PCF    |
| Blaye-les-Mines          | 3 049      | André Fabre              |       | SE    | André Fabre                |       | SE     |
| Bout-du-Pont-de-Larn     | 1 127      | Bernard Prat             |       | DVD   | Bernard Prat               |       | DVD    |
| Brassac                  | 1 396      | Damien Cros              |       | DVG   | Jean-Claude Guiraud        |       | App.PS |
| Brens                    | 2 201      | Michel Terral            |       | SE    | Michel Terral              |       | SE     |
| Briatexte                | 1 973      | Bernard Bacabe           |       | DVG   | Bernard Bacabe             |       | DVG    |
| Burlats                  | 1 924      | Serge Serieys            |       | DVD   | Serge Serieys              |       | DVD    |
| Cadalen                  | 1 498      | Monique Corbière-Fauvel  |       | SE    | Monique Corbière-Fauvel    |       | SE     |
| Cagnac-les-Mines         | 2 316      | Robert Hernandez         |       | PS    | Robert Hernandez           |       | PS     |
| Cahuzac-sur-Vère         | 1 063      | Michel Bonnet            |       | SE    | Michel Bonnet              |       | SE     |
| Cambon                   | 1 962      | Sarah Laurens            |       | SE    | Sarah Laurens              |       | SE     |
| Carmaux                  | 9 933      | Alain Espié              |       | PS    | Alain Espié                |       | PS     |
| Castelnau-de-Lévis       | 1 543      | Robert Gauthier          |       | DVG   | Robert Gauthier            |       | DVG    |
| Castres                  | 42 222     | Pascal Bugis             |       | DVD   | Pascal Bugis               |       | DVD    |
| Coufouleux               | 2 276      | Pierre Verdier           |       | SE    | Olivier Damez              |       | DVG    |
| Cunac                    | 1 533      | Jean-Claude de Lapanouse |       | DVD   | Delphine Deshaies-Galinié  |       | SE     |
| Damiatte                 | 1 010      | Évelyne Faddi            |       | DVG   | Evelyne Faddi              |       | DVG    |
| Dourgne                  | 1 297      | Hélène Azam              |       | SE    | Christian Rey              |       | SE     |
| Fréjairolles             | 1 313      | Christian Chamayou       |       | SE    | Marie-Claire Malroux       |       | DVG    |
| Gaillac                  | 13 629     | Michèle Rieux            |       | PS    | Patrice Gausserand         |       | UDI    |
| Giroussens               | 1 393      | Jean-Louis Claustre      |       | DVG   | Gilles Turlan              |       | SE     |
| Graulhet                 | 11 761     | Claude Fita              |       | PS    | Claude Fita                |       | PS     |
| Labastide-Rouairoux      | 1 491      | Francoise Fabre          |       | SE    | Serge Lafon                |       | DVG    |
| Labastide-Saint-Georges  | 1 821      | Jacques Juan             |       | SE    | Emmanuel Joulié            |       | DVG    |
| Labruguière              | 6 320      | Richard Auriac           |       | PS    | Jean-Louis Cabanac         |       | DVD    |
| Lacaune                  | 2 567      | André Cabrol             |       | UMP   | Robert Bousquet            |       | DVD    |
| Lacrouzette              | 1 709      | François Bono            |       | DVD   | François Bono              |       | DVD    |
| Lagarrigue               | 1 784      | Michel Benoît            |       | SE    | Vincent Colom              |       | DVG    |
| Lagrave                  | 1 897      | Max Moulis               |       | DVG   | Max Moulis                 |       | DVG    |
| Lautrec                  | 1 777      | Laurent Gros             |       | DVD   | Thierry Bardou             |       | DVD    |
| Lavaur                   | 10 178     | Bernard Carayon          |       | UMP   | Bernard Carayon            |       | UMP    |
| Le Garric                | 1 202      | Christian Vedel          |       | DVG   | Christian Vedel            |       | DVG    |
| Le Sequestre             | 1 530      | Gérard Poujade           |       | PS    | Gérard Poujade             |       | PS     |
| Lescure-d'Albigeois      | 4 373      | Claude Julien            |       | SE    | Francis Salabert           |       | SE     |
| Lisle-sur-Tarn           | 4 328      | Jean Tkaczuk             |       | PS    | Maryline Lherm             |       | DVC    |
| Lombers                  | 1 077      | Claude Roques            |       | SE    | Claude Roques              |       | SE     |
| Marssac-sur-Tarn         | 2 961      | Anne-Marie Rosé          |       | SE    | Anne-Marie Rosé            |       | SE     |
| Mazamet                  | 10 093     | Laurent Bonneville       |       | DVD   | Olivier Fabre              |       | UDI    |
| Mirandol-Bourgnounac     | 1 075      | Robert Assié             |       | SE    | Robert Assié               |       | SE     |
| Monestiés                | 1 421      | Denis Marty              |       | PS    | Denis Marty                |       | PS     |
| Montans                  | 1 373      | Gilles Crouzet           |       | SE    | Gilles Crouzet             |       | SE     |
| Montredon-Labessonnié    | 2 088      | Jean-Paul Chamayou       |       | DVD   | Jean-Paul Chamayou         |       | DVD    |
| Payrin-Augmontel         | 2 195      | Alain Vaute              |       | DVG   | Alain Vaute                |       | DVG    |
| Pont-de-Larn             | 2 878      | Christian Carayol        |       | DVG   | Christian Carayol          |       | DVG    |
| Puygouzon                | 2 937      | Thierry Dufour           |       | SE    | Thierry Dufour             |       | SE     |
| Puylaurens               | 3 235      | Anne Laperrouze          |       | DVC   | Anne Laperrouze            |       | DVC    |
| Rabastens                | 5 083      | Alain Brest              |       | PS    | Pierre Verdier             |       | SE     |
| Réalmont                 | 3 285      | Hubert Bernard           |       | SE    | Henri Viaules              |       | SE     |
| Roquecourbe              | 2 305      | Pierre Modéran           |       | DVD   | Pierre Modéran             |       | DVD    |
| Saint-Amans-Soult        | 1 666      | Daniel Vialelle          |       | DVG   | Daniel Vialelle            |       | DVG    |
| Saint-Benoît-de-Carmaux  | 2 169      | Thierry San Andrès       |       | PCF   | Thierry San Andrès         |       | PCF    |
| Saint-Juéry              | 6 758      | Jacques Lasserre         |       | PS    | Jean-Paul Raynaud          |       | DVG    |
| Saint-Paul-Cap-de-Joux   | 1 078      | André Jouqueviel         |       | SE    | Laurent Vandendriessche    |       | PS     |
| Saint-Sulpice-la-Pointe  | 8 213      | Bernard Soulet           |       | DVD   | Dominique Rondi-Sarrat     |       | PS     |
| Saïx                     | 3 318      | Geneviève Dura           |       | DVG   | Geneviève Dura             |       | DVG    |
| Salvagnac                | 1 089      | Bernard Miramond         |       | SE    | Bernard Miramond           |       | SE     |
| Sémalens                 | 1 982      | Alex Bousquet            |       | SE    | Alex Bousquet              |       | SE     |
| Senouillac               | 1 072      | Marie-Thérèse Plageole   |       | SE    | Bernard Ferret             |       | SE     |
| Sorèze                   | 2 635      | Albert Mamy              |       | DVD   | Albert Mamy                |       | DVD    |
| Soual                    | 2 358      | Michel Auriol            |       | SE    | Jean-Luc Alibert           |       | UMP    |
| Terssac                  | 1 032      | Jean-Philippe Roques     |       | SE    | Robert Azaïs               |       | SE     |
| Valence-d'Albigeois      | 1 326      | Christine Deymié         |       | PCF   | Christine Deymié           |       | PCF    |
| Vielmur-sur-Agout        | 1 459      | Cathy Rabou              |       | DVG   | Catherine Rabou            |       | DVG    |
| Villefranche-d'Albigeois | 1 178      | René Cabrol              |       | SE    | René Cabrol                |       | SE     |
| Viviers-lès-Montagnes    | 1 839      | René Saissi              |       | SE    | Alain Veuillet             |       | SE     |

## Résultats dans les communes de plus de1 000 habitants

### Aiguefonde
- Maire sortant : Vincent Garel (DVG)
- 23 sièges à pourvoir au conseil municipal (population légale 2011 : 2 679 habitants)
- 1 sièges à pourvoir au conseil communautaire (CA de Castres-Mazamet)

|                          | Vincent Garel * | DVG            | 1 114 | 100,00 | 23 | 1 |  |  |
|                          |                 |                |       |        |    |   |  |  |
| Inscrits                 | Inscrits        | Inscrits       | 2 191 | 100,00 |    |   |  |  |
| Abstentions              | Abstentions     | Abstentions    | 834   | 38,06  |    |   |  |  |
| Votants                  | Votants         | Votants        | 1 357 | 61,94  |    |   |  |  |
| Blancs et nuls           | Blancs et nuls  | Blancs et nuls | 243   | 17,91  |    |   |  |  |
| Exprimés                 | Exprimés        | Exprimés       | 1 114 | 82,09  |    |   |  |  |
| * Liste du maire sortant |                 |                |       |        |    |   |  |  |

### Albi
- Maire sortant : Philippe Bonnecarrère (UDI)
- 43 sièges à pourvoir au conseil municipal (population légale 2011 : 49 179 habitants)
- 25 sièges à pourvoir au conseil communautaire (CA de l'Albigeois)

| Tête de liste  | Tête de liste              | Liste          | Premier tour | Premier tour | Second tour | Second tour | Sièges | Sièges |
| Tête de liste  | Tête de liste              | Liste          | Voix         | %            | Voix        | %           | CM     | CC     |
| -------------- | -------------------------- | -------------- | ------------ | ------------ | ----------- | ----------- | ------ | ------ |
|                | Stéphanie Guiraud-Chaumeil | UDI            | 5 567        | 28,27        | 9 041       | 46,07       | 32     | 19     |
|                | Jacques Valax              | PS             | 4 051        | 20,57        | 4 888       | 24,90       | 5      | 3      |
|                | Olivier Brault             | DVD            | 3 887        | 19,74        |             |             |        |        |
|                | Frédéric Cabrolier         | FN             | 2 568        | 13,04        | 2 667       | 13,59       | 3      | 1      |
|                | Roland Foissac             | PCF            | 2 043        | 10,37        | 3 027       | 15,42       | 3      | 2      |
|                | Pascal Pragnère            | EELV           | 1 572        | 7,98         |             |             |        |        |
|                |                            |                |              |              |             |             |        |        |
| Inscrits       | Inscrits                   | Inscrits       | 32 290       | 100,00       | 32 290      | 100,00      |        |        |
| Abstentions    | Abstentions                | Abstentions    | 11 984       | 37,11        | 11 799      | 36,54       |        |        |
| Votants        | Votants                    | Votants        | 20 306       | 62,89        | 20 491      | 63,46       |        |        |
| Blancs et nuls | Blancs et nuls             | Blancs et nuls | 618          | 3,04         | 868         | 4,24        |        |        |
| Exprimés       | Exprimés                   | Exprimés       | 19 688       | 96,96        | 19 623      | 95,76       |        |        |

### Arthès
- Maire sortant : Pierre Doat (PS)
- 19 sièges à pourvoir au conseil municipal (population légale 2011 : 2 486 habitants)
- 2 sièges à pourvoir au conseil communautaire (CA de l'Albigeois)

|                          | Pierre Doat *  | PS             | 765   | 55,83  | 15 | 2 |  |  |
|                          | Andrée Reynes  | SE             | 605   | 44,16  | 4  |   |  |  |
|                          |                |                |       |        |    |   |  |  |
| Inscrits                 | Inscrits       | Inscrits       | 1 930 | 100,00 |    |   |  |  |
| Abstentions              | Abstentions    | Abstentions    | 483   | 25,03  |    |   |  |  |
| Votants                  | Votants        | Votants        | 1 447 | 74,97  |    |   |  |  |
| Blancs et nuls           | Blancs et nuls | Blancs et nuls | 77    | 5,32   |    |   |  |  |
| Exprimés                 | Exprimés       | Exprimés       | 1 370 | 94,68  |    |   |  |  |
| * Liste du maire sortant |                |                |       |        |    |   |  |  |

### Aussillon
- Maire sortant : Didier Houlès (DVG)
- 29 sièges à pourvoir au conseil municipal (population légale 2011 : 6 313 habitants)
- 4 sièges à pourvoir au conseil communautaire (CA de Castres-Mazamet)

|                | Bernard Escudier | DVG            | 1 549 | 55,00  | 23 | 3 |  |  |
|                | Dominique Petit  | DVD            | 1 267 | 44,99  | 6  | 1 |  |  |
|                |                  |                |       |        |    |   |  |  |
| Inscrits       | Inscrits         | Inscrits       | 4 684 | 100,00 |    |   |  |  |
| Abstentions    | Abstentions      | Abstentions    | 1 677 | 35,80  |    |   |  |  |
| Votants        | Votants          | Votants        | 3 007 | 64,20  |    |   |  |  |
| Blancs et nuls | Blancs et nuls   | Blancs et nuls | 191   | 6,35   |    |   |  |  |
| Exprimés       | Exprimés         | Exprimés       | 2 816 | 93,65  |    |   |  |  |

### Blan
- Maire sortant : Jean Claude De Bortoli (PCF)
- 15 sièges à pourvoir au conseil municipal (population légale 2011 : 1 126 habitants)
- 2 sièges à pourvoir au conseil communautaire (CC Aux sources du Canal du Midi)

|                          | Jean-Claude De Bortoli * | PCF            | 515 | 100,00 | 15 | 2 |  |  |
|                          |                          |                |     |        |    |   |  |  |
| Inscrits                 | Inscrits                 | Inscrits       | 759 | 100,00 |    |   |  |  |
| Abstentions              | Abstentions              | Abstentions    | 166 | 21,87  |    |   |  |  |
| Votants                  | Votants                  | Votants        | 593 | 78,13  |    |   |  |  |
| Blancs et nuls           | Blancs et nuls           | Blancs et nuls | 78  | 13,15  |    |   |  |  |
| Exprimés                 | Exprimés                 | Exprimés       | 515 | 86,85  |    |   |  |  |
| * Liste du maire sortant |                          |                |     |        |    |   |  |  |

### Blaye-les-Mines
- Maire sortant : André Fabre (SE)
- 23 sièges à pourvoir au conseil municipal (population légale 2011 : 3 049 habitants)
- 5 sièges à pourvoir au conseil communautaire (CC Carmausin-Ségala)

|                          | André Fabre *  | SE             | 1 221 | 100,00 | 23 | 5 |  |  |
|                          |                |                |       |        |    |   |  |  |
| Inscrits                 | Inscrits       | Inscrits       | 2 235 | 100,00 |    |   |  |  |
| Abstentions              | Abstentions    | Abstentions    | 777   | 34,77  |    |   |  |  |
| Votants                  | Votants        | Votants        | 1 458 | 65,23  |    |   |  |  |
| Blancs et nuls           | Blancs et nuls | Blancs et nuls | 237   | 16,26  |    |   |  |  |
| Exprimés                 | Exprimés       | Exprimés       | 1 221 | 83,74  |    |   |  |  |
| * Liste du maire sortant |                |                |       |        |    |   |  |  |

### Bout-du-Pont-de-Larn
- Maire sortant : Bernard Prat (DVD)
- 15 sièges à pourvoir au conseil municipal (population légale 2011 : 1 127 habitants)
- 4 sièges à pourvoir au conseil communautaire (CC Thoré Montagne Noire)

|                          | Bernard Prat * | DVD            | 610 | 100,00 | 15 | 4 |  |  |
|                          |                |                |     |        |    |   |  |  |
| Inscrits                 | Inscrits       | Inscrits       | 963 | 100,00 |    |   |  |  |
| Abstentions              | Abstentions    | Abstentions    | 235 | 24,40  |    |   |  |  |
| Votants                  | Votants        | Votants        | 728 | 75,60  |    |   |  |  |
| Blancs et nuls           | Blancs et nuls | Blancs et nuls | 118 | 16,21  |    |   |  |  |
| Exprimés                 | Exprimés       | Exprimés       | 610 | 83,79  |    |   |  |  |
| * Liste du maire sortant |                |                |     |        |    |   |  |  |

### Brassac
- Maire sortant : Damien Cros (DVG)
- 15 sièges à pourvoir au conseil municipal (population légale 2011 : 1 396 habitants)
- 4 sièges à pourvoir au conseil communautaire (CC Sidobre Vals et Plateaux)

|                          | Jean-Claude Guiraud | DVG            | 625   | 69,36  | 13 | 4 |  |  |
|                          | Damien Cros *       | DVG            | 276   | 30,63  | 2  |   |  |  |
|                          |                     |                |       |        |    |   |  |  |
| Inscrits                 | Inscrits            | Inscrits       | 1 089 | 100,00 |    |   |  |  |
| Abstentions              | Abstentions         | Abstentions    | 149   | 13,68  |    |   |  |  |
| Votants                  | Votants             | Votants        | 940   | 86,32  |    |   |  |  |
| Blancs et nuls           | Blancs et nuls      | Blancs et nuls | 39    | 4,15   |    |   |  |  |
| Exprimés                 | Exprimés            | Exprimés       | 901   | 95,85  |    |   |  |  |
| * Liste du maire sortant |                     |                |       |        |    |   |  |  |

### Brens
- Maire sortant : Michel Terral (SE)
- 19 sièges à pourvoir au conseil municipal (population légale 2011 : 2 201 habitants)
- 3 sièges à pourvoir au conseil communautaire (CA Gaillac Graulhet Agglomération)

|                          | Michel Terral *       | SE             | 747   | 64,84  | 16 | 2 |  |  |
|                          | Jean-Michel Bonnemain | SE             | 405   | 35,15  | 3  | 1 |  |  |
|                          |                       |                |       |        |    |   |  |  |
| Inscrits                 | Inscrits              | Inscrits       | 1 592 | 100,00 |    |   |  |  |
| Abstentions              | Abstentions           | Abstentions    | 381   | 23,93  |    |   |  |  |
| Votants                  | Votants               | Votants        | 1 211 | 76,07  |    |   |  |  |
| Blancs et nuls           | Blancs et nuls        | Blancs et nuls | 59    | 4,87   |    |   |  |  |
| Exprimés                 | Exprimés              | Exprimés       | 1 152 | 95,13  |    |   |  |  |
| * Liste du maire sortant |                       |                |       |        |    |   |  |  |

### Briatexte
- Maire sortant : Bernard Bacabe (DVG)
- 19 sièges à pourvoir au conseil municipal (population légale 2011 : 1 973 habitants)
- 2 sièges à pourvoir au conseil communautaire (CA Gaillac Graulhet Agglomération)

|                          | Bernard Bacabe * | DVG            | 794   | 100,00 | 19 | 2 |  |  |
|                          |                  |                |       |        |    |   |  |  |
| Inscrits                 | Inscrits         | Inscrits       | 1 481 | 100,00 |    |   |  |  |
| Abstentions              | Abstentions      | Abstentions    | 480   | 32,41  |    |   |  |  |
| Votants                  | Votants          | Votants        | 1 001 | 67,59  |    |   |  |  |
| Blancs et nuls           | Blancs et nuls   | Blancs et nuls | 207   | 20,68  |    |   |  |  |
| Exprimés                 | Exprimés         | Exprimés       | 794   | 79,32  |    |   |  |  |
| * Liste du maire sortant |                  |                |       |        |    |   |  |  |

### Burlats
- Maire sortant : Serge Serieys (DVD)
- 19 sièges à pourvoir au conseil municipal (population légale 2011 : 1 924 habitants)
- 5 sièges à pourvoir au conseil communautaire (CC Sidobre Vals et Plateaux)

|                          | Serge Serieys * | DVD            | 899   | 100,00 | 19 | 5 |  |  |
|                          |                 |                |       |        |    |   |  |  |
| Inscrits                 | Inscrits        | Inscrits       | 1 588 | 100,00 |    |   |  |  |
| Abstentions              | Abstentions     | Abstentions    | 527   | 33,19  |    |   |  |  |
| Votants                  | Votants         | Votants        | 1 061 | 66,81  |    |   |  |  |
| Blancs et nuls           | Blancs et nuls  | Blancs et nuls | 162   | 15,27  |    |   |  |  |
| Exprimés                 | Exprimés        | Exprimés       | 899   | 84,73  |    |   |  |  |
| * Liste du maire sortant |                 |                |       |        |    |   |  |  |

### Cadalen
- Maire sortant : Monique Corbière-Fauvel (SE)
- 15 sièges à pourvoir au conseil municipal (population légale 2011 : 1 498 habitants)
- 2 sièges à pourvoir au conseil communautaire (CA Gaillac Graulhet Agglomération)

|                          | Monique Corbiere-Fauvel * | SE             | 507   | 64,17  | 13 | 2 |  |  |
|                          | Guy Bardet                | SE             | 283   | 35,82  | 2  |   |  |  |
|                          |                           |                |       |        |    |   |  |  |
| Inscrits                 | Inscrits                  | Inscrits       | 1 044 | 100,00 |    |   |  |  |
| Abstentions              | Abstentions               | Abstentions    | 203   | 19,44  |    |   |  |  |
| Votants                  | Votants                   | Votants        | 841   | 80,56  |    |   |  |  |
| Blancs et nuls           | Blancs et nuls            | Blancs et nuls | 51    | 6,06   |    |   |  |  |
| Exprimés                 | Exprimés                  | Exprimés       | 790   | 93,94  |    |   |  |  |
| * Liste du maire sortant |                           |                |       |        |    |   |  |  |

### Cagnac-les-Mines
- Maire sortant : Robert Hernandez (PS)
- 19 sièges à pourvoir au conseil municipal (population légale 2011 : 2 316 habitants)
- 3 sièges à pourvoir au conseil communautaire (CC Carmausin-Ségala)

|                          | Robert Hernandez * | PS             | 764   | 58,27  | 15 | 2 |  |  |
|                          | Philippe Astorg    | SE             | 547   | 41,72  | 4  | 1 |  |  |
|                          |                    |                |       |        |    |   |  |  |
| Inscrits                 | Inscrits           | Inscrits       | 1 829 | 100,00 |    |   |  |  |
| Abstentions              | Abstentions        | Abstentions    | 468   | 25,59  |    |   |  |  |
| Votants                  | Votants            | Votants        | 1 361 | 74,41  |    |   |  |  |
| Blancs et nuls           | Blancs et nuls     | Blancs et nuls | 50    | 3,67   |    |   |  |  |
| Exprimés                 | Exprimés           | Exprimés       | 1 311 | 96,33  |    |   |  |  |
| * Liste du maire sortant |                    |                |       |        |    |   |  |  |

### Cahuzac-sur-Vère
- Maire sortant : Michel Bonnet (SE)
- 15 sièges à pourvoir au conseil municipal (population légale 2011 : 1 063 habitants)
- 5 sièges à pourvoir au conseil communautaire (CA Gaillac Graulhet Agglomération)

|                          | Michel Bonnet *    | SE             | 350 | 53,59  | 12 | 4 |  |  |
|                          | Catherine Esquevin | SE             | 303 | 46,40  | 3  | 1 |  |  |
|                          |                    |                |     |        |    |   |  |  |
| Inscrits                 | Inscrits           | Inscrits       | 869 | 100,00 |    |   |  |  |
| Abstentions              | Abstentions        | Abstentions    | 172 | 19,79  |    |   |  |  |
| Votants                  | Votants            | Votants        | 697 | 80,21  |    |   |  |  |
| Blancs et nuls           | Blancs et nuls     | Blancs et nuls | 44  | 6,31   |    |   |  |  |
| Exprimés                 | Exprimés           | Exprimés       | 653 | 93,69  |    |   |  |  |
| * Liste du maire sortant |                    |                |     |        |    |   |  |  |

### Cambon
- Maire sortant : Sarah Laurens (SE)
- 19 sièges à pourvoir au conseil municipal (population légale 2011 : 1 962 habitants)
- 1 sièges à pourvoir au conseil communautaire (CA de l'Albigeois)

|                          | Sarah Laurens * | SE             | 700   | 56,27  | 15 | 1 |  |  |
|                          | Jean-Marc Nesen | SE             | 544   | 43,72  | 4  |   |  |  |
|                          |                 |                |       |        |    |   |  |  |
| Inscrits                 | Inscrits        | Inscrits       | 1 625 | 100,00 |    |   |  |  |
| Abstentions              | Abstentions     | Abstentions    | 323   | 19,88  |    |   |  |  |
| Votants                  | Votants         | Votants        | 1 302 | 80,12  |    |   |  |  |
| Blancs et nuls           | Blancs et nuls  | Blancs et nuls | 58    | 4,45   |    |   |  |  |
| Exprimés                 | Exprimés        | Exprimés       | 1 244 | 95,55  |    |   |  |  |
| * Liste du maire sortant |                 |                |       |        |    |   |  |  |

### Carmaux
- Maire sortant : Alain Espié (PS)
- 29 sièges à pourvoir au conseil municipal (population légale 2011 : 9 933 habitants)
- 16 sièges à pourvoir au conseil communautaire (CC Carmausin-Ségala)

| Tête de liste            | Tête de liste    | Liste          | Premier tour | Premier tour | Second tour | Second tour | Sièges | Sièges |
| Tête de liste            | Tête de liste    | Liste          | Voix         | %            | Voix        | %           | CM     | CC     |
| ------------------------ | ---------------- | -------------- | ------------ | ------------ | ----------- | ----------- | ------ | ------ |
|                          | Alain Espié *    | PS-PCF-EELV    | 1 754        | 37,82        | 1 781       | 37,34       | 20     | 11     |
|                          | Laurent Leopardi | DVG            | 1 264        | 27,25        | 1 578       | 33,08       | 5      | 3      |
|                          | Christian Legris | FN             | 1 063        | 22,92        | 931         | 19,52       | 3      | 1      |
|                          | Benoît Leloup    | UMP            | 556          | 11,99        | 479         | 10,04       | 1      | 1      |
|                          |                  |                |              |              |             |             |        |        |
| Inscrits                 | Inscrits         | Inscrits       | 7 228        | 100,00       | 7 228       | 100,00      |        |        |
| Abstentions              | Abstentions      | Abstentions    | 2 344        | 32,43        | 2 276       | 31,49       |        |        |
| Votants                  | Votants          | Votants        | 4 884        | 67,57        | 4 952       | 68,51       |        |        |
| Blancs et nuls           | Blancs et nuls   | Blancs et nuls | 247          | 5,06         | 183         | 3,70        |        |        |
| Exprimés                 | Exprimés         | Exprimés       | 4 637        | 94,94        | 4 769       | 96,30       |        |        |
| * Liste du maire sortant |                  |                |              |              |             |             |        |        |

### Castelnau-de-Lévis
- Maire sortant : Robert Gauthier (DVG)
- 19 sièges à pourvoir au conseil municipal (population légale 2011 : 1 543 habitants)
- 1 sièges à pourvoir au conseil communautaire (CA de l'Albigeois)

|                          | Robert Gauthier * | DVG            | 532   | 100,00 | 19 | 1 |  |  |
|                          |                   |                |       |        |    |   |  |  |
| Inscrits                 | Inscrits          | Inscrits       | 1 199 | 100,00 |    |   |  |  |
| Abstentions              | Abstentions       | Abstentions    | 481   | 40,12  |    |   |  |  |
| Votants                  | Votants           | Votants        | 718   | 59,88  |    |   |  |  |
| Blancs et nuls           | Blancs et nuls    | Blancs et nuls | 186   | 25,91  |    |   |  |  |
| Exprimés                 | Exprimés          | Exprimés       | 532   | 74,09  |    |   |  |  |
| * Liste du maire sortant |                   |                |       |        |    |   |  |  |

### Castres
- Maire sortant : Pascal Bugis (DVD)
- 43 sièges à pourvoir au conseil municipal (population légale 2011 : 42 222 habitants)
- 24 sièges à pourvoir au conseil communautaire (CA de Castres-Mazamet)

| Tête de liste            | Tête de liste     | Liste          | Premier tour | Premier tour | Second tour | Second tour | Sièges | Sièges |
| Tête de liste            | Tête de liste     | Liste          | Voix         | %            | Voix        | %           | CM     | CC     |
| ------------------------ | ----------------- | -------------- | ------------ | ------------ | ----------- | ----------- | ------ | ------ |
|                          | Pascal Bugis *    | DVD            | 9 111        | 49,11        | 10 343      | 56,85       | 35     | 19     |
|                          | Christophe Testas | PS-PCF-EELV    | 4 646        | 25,04        | 5 553       | 30,52       | 6      | 4      |
|                          | Jean-Paul Piloz   | FN             | 2 471        | 13,31        | 2 297       | 12,62       | 2      | 1      |
|                          | Denis Soliveres   | UDI-MoDem      | 1 400        | 7,54         |             |             |        |        |
|                          | Benoist Couliou   | DVG            | 924          | 4,98         |             |             |        |        |
|                          |                   |                |              |              |             |             |        |        |
| Inscrits                 | Inscrits          | Inscrits       | 30 124       | 100,00       | 30 115      | 100,00      |        |        |
| Abstentions              | Abstentions       | Abstentions    | 11 102       | 36,85        | 11 323      | 37,60       |        |        |
| Votants                  | Votants           | Votants        | 19 022       | 63,15        | 18 792      | 62,40       |        |        |
| Blancs et nuls           | Blancs et nuls    | Blancs et nuls | 470          | 2,47         | 599         | 3,19        |        |        |
| Exprimés                 | Exprimés          | Exprimés       | 18 552       | 97,53        | 18 193      | 96,81       |        |        |
| * Liste du maire sortant |                   |                |              |              |             |             |        |        |

### Coufouleux
- Maire sortant : Pierre Verdier (SE)
- 19 sièges à pourvoir au conseil municipal (population légale 2011 : 2 276 habitants)
- 6 sièges à pourvoir au conseil communautaire (CA Gaillac Graulhet Agglomération)

|                | Olivier Damez   | DVG            | 990   | 76,21  | 17 | 6 |  |  |
|                | Philippe Daures | SE             | 309   | 23,78  | 2  |   |  |  |
|                |                 |                |       |        |    |   |  |  |
| Inscrits       | Inscrits        | Inscrits       | 1 918 | 100,00 |    |   |  |  |
| Abstentions    | Abstentions     | Abstentions    | 542   | 28,26  |    |   |  |  |
| Votants        | Votants         | Votants        | 1 376 | 71,74  |    |   |  |  |
| Blancs et nuls | Blancs et nuls  | Blancs et nuls | 77    | 5,60   |    |   |  |  |
| Exprimés       | Exprimés        | Exprimés       | 1 299 | 94,40  |    |   |  |  |

### Cunac
- Maire sortant : Jean-Claude de Lapanouse (SE)
- 19 sièges à pourvoir au conseil municipal (population légale 2011 : 1 533 habitants)
- 1 sièges à pourvoir au conseil communautaire (CA de l'Albigeois)

|                | Delphine Deshaies-Galinié | SE             | 470   | 51,08  | 15 | 1 |  |  |
|                | Marc Richard Venzal       | SE             | 450   | 48,91  | 4  |   |  |  |
|                |                           |                |       |        |    |   |  |  |
| Inscrits       | Inscrits                  | Inscrits       | 1 247 | 100,00 |    |   |  |  |
| Abstentions    | Abstentions               | Abstentions    | 276   | 22,13  |    |   |  |  |
| Votants        | Votants                   | Votants        | 971   | 77,87  |    |   |  |  |
| Blancs et nuls | Blancs et nuls            | Blancs et nuls | 51    | 5,25   |    |   |  |  |
| Exprimés       | Exprimés                  | Exprimés       | 920   | 94,75  |    |   |  |  |

### Damiatte
- Maire sortant : Évelyne Faddi (DVG)
- 15 sièges à pourvoir au conseil municipal (population légale 2011 : 1 010 habitants)
- 2 sièges à pourvoir au conseil communautaire (CC du Lautrecois-Pays d'Agout)

|                          | Évelyne Faddi * | DVG            | 388 | 100,00 | 15 | 2 |  |  |
|                          |                 |                |     |        |    |   |  |  |
| Inscrits                 | Inscrits        | Inscrits       | 811 | 100,00 |    |   |  |  |
| Abstentions              | Abstentions     | Abstentions    | 332 | 40,94  |    |   |  |  |
| Votants                  | Votants         | Votants        | 479 | 59,06  |    |   |  |  |
| Blancs et nuls           | Blancs et nuls  | Blancs et nuls | 91  | 19,00  |    |   |  |  |
| Exprimés                 | Exprimés        | Exprimés       | 388 | 81,00  |    |   |  |  |
| * Liste du maire sortant |                 |                |     |        |    |   |  |  |

### Dourgne
- Maire sortant : Hélène Azam (SE)
- 15 sièges à pourvoir au conseil municipal (population légale 2011 : 1 297 habitants)
- 3 sièges à pourvoir au conseil communautaire (CC du Sor et de l'Agout)

| Tête de liste  | Tête de liste  | Liste          | Premier tour | Premier tour | Second tour | Second tour | Sièges | Sièges |
| Tête de liste  | Tête de liste  | Liste          | Voix         | %            | Voix        | %           | CM     | CC     |
| -------------- | -------------- | -------------- | ------------ | ------------ | ----------- | ----------- | ------ | ------ |
|                | Christian Rey  | SE             | 305          | 41,16        | 379         | 50,87       | 12     | 2      |
|                | Christian Augé | DVD            | 224          | 30,22        | 366         | 49,12       | 3      | 1      |
|                | Pierre Audoin  | SE             | 212          | 28,60        |             |             |        |        |
|                |                |                |              |              |             |             |        |        |
| Inscrits       | Inscrits       | Inscrits       | 976          | 100,00       | 976         | 100,00      |        |        |
| Abstentions    | Abstentions    | Abstentions    | 188          | 19,26        | 188         | 19,26       |        |        |
| Votants        | Votants        | Votants        | 788          | 80,74        | 788         | 80,74       |        |        |
| Blancs et nuls | Blancs et nuls | Blancs et nuls | 47           | 5,96         | 43          | 5,46        |        |        |
| Exprimés       | Exprimés       | Exprimés       | 741          | 94,04        | 745         | 94,54       |        |        |

### Fréjairolles
- Maire sortant : Christian Chamayou (SE)
- 15 sièges à pourvoir au conseil municipal (population légale 2011 : 1 313 habitants)
- 1 siège à pourvoir au conseil communautaire (CA de l'Albigeois)

|                          | Christian Chamayou * | DVG            | 567   | 100,00 | 15 | 1 |  |  |
|                          |                      |                |       |        |    |   |  |  |
| Inscrits                 | Inscrits             | Inscrits       | 1 061 | 100,00 |    |   |  |  |
| Abstentions              | Abstentions          | Abstentions    | 313   | 29,50  |    |   |  |  |
| Votants                  | Votants              | Votants        | 748   | 70,50  |    |   |  |  |
| Blancs et nuls           | Blancs et nuls       | Blancs et nuls | 181   | 24,20  |    |   |  |  |
| Exprimés                 | Exprimés             | Exprimés       | 567   | 75,80  |    |   |  |  |
| * Liste du maire sortant |                      |                |       |        |    |   |  |  |

### Gaillac
- Maire sortant : Michèle Rieux (PS)
- 33 sièges à pourvoir au conseil municipal (population légale 2011 : 13 629 habitants)
- 14 sièges à pourvoir au conseil communautaire (CA Gaillac Graulhet Agglomération)

| Tête de liste            | Tête de liste             | Liste          | Premier tour | Premier tour | Second tour | Second tour | Sièges | Sièges |
| Tête de liste            | Tête de liste             | Liste          | Voix         | %            | Voix        | %           | CM     | CC     |
| ------------------------ | ------------------------- | -------------- | ------------ | ------------ | ----------- | ----------- | ------ | ------ |
|                          | Patrice Gausserand        | UDI            | 2 523        | 40,68        | 3 192       | 49,22       | 25     | 11     |
|                          | Michèle Rieux *           | PS             | 1 769        | 28,52        | 1 817       | 28,01       | 5      | 2      |
|                          | Marie-Christine Boutonnet | FN             | 1 204        | 19,41        | 898         | 13,84       | 2      | 1      |
|                          | Thomas Domenech           | PG             | 706          | 11,38        | 578         | 8,91        | 1      |        |
|                          |                           |                |              |              |             |             |        |        |
| Inscrits                 | Inscrits                  | Inscrits       | 9 898        | 100,00       | 9 900       | 100,00      |        |        |
| Abstentions              | Abstentions               | Abstentions    | 3 448        | 34,84        | 3 221       | 32,54       |        |        |
| Votants                  | Votants                   | Votants        | 6 450        | 65,16        | 6 679       | 67,46       |        |        |
| Blancs et nuls           | Blancs et nuls            | Blancs et nuls | 248          | 3,84         | 194         | 2,90        |        |        |
| Exprimés                 | Exprimés                  | Exprimés       | 6 202        | 96,16        | 6 485       | 97,10       |        |        |
| * Liste du maire sortant |                           |                |              |              |             |             |        |        |

### Giroussens
- Maire sortant : Jean-Louis Claustre (DVG)
- 15 sièges à pourvoir au conseil municipal (population légale 2011 : 1 393 habitants)
- 5 sièges à pourvoir au conseil communautaire (CA Gaillac Graulhet Agglomération)

|                          | Gilles Turlan         | SE             | 442   | 51,69  | 12 | 4 |  |  |
|                          | Jean-Louis Claustre * | DVG            | 413   | 48,30  | 3  | 1 |  |  |
|                          |                       |                |       |        |    |   |  |  |
| Inscrits                 | Inscrits              | Inscrits       | 1 179 | 100,00 |    |   |  |  |
| Abstentions              | Abstentions           | Abstentions    | 283   | 24,00  |    |   |  |  |
| Votants                  | Votants               | Votants        | 896   | 76,00  |    |   |  |  |
| Blancs et nuls           | Blancs et nuls        | Blancs et nuls | 41    | 4,58   |    |   |  |  |
| Exprimés                 | Exprimés              | Exprimés       | 855   | 95,42  |    |   |  |  |
| * Liste du maire sortant |                       |                |       |        |    |   |  |  |

### Graulhet
- Maire sortant : Claude Fita (PS)
- 33 sièges à pourvoir au conseil municipal (population légale 2011 : 11 761 habitants)
- 13 sièges à pourvoir au conseil communautaire (CA Gaillac Graulhet Agglomération)

| Tête de liste            | Tête de liste        | Liste          | Premier tour | Premier tour | Second tour | Second tour | Sièges | Sièges |
| Tête de liste            | Tête de liste        | Liste          | Voix         | %            | Voix        | %           | CM     | CC     |
| ------------------------ | -------------------- | -------------- | ------------ | ------------ | ----------- | ----------- | ------ | ------ |
|                          | Claude Fita *        | PS-PCF-EELV    | 2 205        | 40,51        | 2 617       | 45,53       | 25     | 10     |
|                          | Jean-Pierre Rousseau | FN             | 1 555        | 28,56        | 1 764       | 30,69       | 5      | 2      |
|                          | Bruno De Boisseson   | DVD            | 1 087        | 19,97        | 954         | 16,59       | 2      | 1      |
|                          | Jean-Claude Amalric  | DVD            | 596          | 10,94        | 412         | 7,16        | 1      |        |
|                          |                      |                |              |              |             |             |        |        |
| Inscrits                 | Inscrits             | Inscrits       | 8 942        | 100,00       | 8 943       | 100,00      |        |        |
| Abstentions              | Abstentions          | Abstentions    | 3 196        | 35,74        | 2 943       | 32,91       |        |        |
| Votants                  | Votants              | Votants        | 5 746        | 64,26        | 6 000       | 67,09       |        |        |
| Blancs et nuls           | Blancs et nuls       | Blancs et nuls | 303          | 5,27         | 253         | 4,22        |        |        |
| Exprimés                 | Exprimés             | Exprimés       | 5 443        | 94,73        | 5 747       | 95,78       |        |        |
| * Liste du maire sortant |                      |                |              |              |             |             |        |        |

### Labastide-Rouairoux
- Maire sortant : Francoise Fabre (SE)
- 15 sièges à pourvoir au conseil municipal (population légale 2011 : 1 491 habitants)
- 4 sièges à pourvoir au conseil communautaire (CC Thoré Montagne Noire)

|                | Serge Lafon    | DVG            | 627   | 81,64  | 14 | 4 |  |  |
|                | Martial Casino | SE             | 141   | 18,35  | 1  |   |  |  |
|                |                |                |       |        |    |   |  |  |
| Inscrits       | Inscrits       | Inscrits       | 1 144 | 100,00 |    |   |  |  |
| Abstentions    | Abstentions    | Abstentions    | 310   | 27,10  |    |   |  |  |
| Votants        | Votants        | Votants        | 834   | 72,90  |    |   |  |  |
| Blancs et nuls | Blancs et nuls | Blancs et nuls | 66    | 7,91   |    |   |  |  |
| Exprimés       | Exprimés       | Exprimés       | 768   | 92,09  |    |   |  |  |

### Labastide-Saint-Georges
- Maire sortant : Jacques Juan (SE)
- 19 sièges à pourvoir au conseil municipal (population légale 2011 : 1 821 habitants)
- 2 sièges à pourvoir au conseil communautaire (CC Tarn-Agout)

|                | Emmanuel Joulié | DVG            | 735   | 100,00 | 19 | 2 |  |  |
|                |                 |                |       |        |    |   |  |  |
| Inscrits       | Inscrits        | Inscrits       | 1 467 | 100,00 |    |   |  |  |
| Abstentions    | Abstentions     | Abstentions    | 517   | 35,24  |    |   |  |  |
| Votants        | Votants         | Votants        | 950   | 64,76  |    |   |  |  |
| Blancs et nuls | Blancs et nuls  | Blancs et nuls | 215   | 22,63  |    |   |  |  |
| Exprimés       | Exprimés        | Exprimés       | 735   | 77,37  |    |   |  |  |

### Labruguière
- Maire sortant : Richard Auriac (PS)
- 29 sièges à pourvoir au conseil municipal (population légale 2011 : 6 320 habitants)
- 3 sièges à pourvoir au conseil communautaire (CA de Castres-Mazamet)

|                | Jean-Louis Cabanac | DVD            | 1 924 | 61,00  | 24 | 2 |  |  |
|                | Marc Nouxet        | PS             | 1 230 | 38,99  | 5  | 1 |  |  |
|                |                    |                |       |        |    |   |  |  |
| Inscrits       | Inscrits           | Inscrits       | 4 863 | 100,00 |    |   |  |  |
| Abstentions    | Abstentions        | Abstentions    | 1 429 | 29,39  |    |   |  |  |
| Votants        | Votants            | Votants        | 3 434 | 70,61  |    |   |  |  |
| Blancs et nuls | Blancs et nuls     | Blancs et nuls | 280   | 8,15   |    |   |  |  |
| Exprimés       | Exprimés           | Exprimés       | 3 154 | 91,85  |    |   |  |  |

### Lacaune
- Maire sortant : André Cabrol (UMP)
- 23 sièges à pourvoir au conseil municipal (population légale 2011 : 2 567 habitants)
- 16 sièges à pourvoir au conseil communautaire (CC des Monts de Lacaune et de la Montagne du Haut Languedoc)

|                          | Robert Bousquet | DVD            | 1 049 | 62,51  | 19 | 13 |  |  |
|                          | André Cabrol *  | UMP            | 629   | 37,48  | 4  | 3  |  |  |
|                          |                 |                |       |        |    |    |  |  |
| Inscrits                 | Inscrits        | Inscrits       | 2 039 | 100,00 |    |    |  |  |
| Abstentions              | Abstentions     | Abstentions    | 301   | 14,76  |    |    |  |  |
| Votants                  | Votants         | Votants        | 1 738 | 85,24  |    |    |  |  |
| Blancs et nuls           | Blancs et nuls  | Blancs et nuls | 60    | 3,45   |    |    |  |  |
| Exprimés                 | Exprimés        | Exprimés       | 1 678 | 96,55  |    |    |  |  |
| * Liste du maire sortant |                 |                |       |        |    |    |  |  |

### Lacrouzette
- Maire sortant : François Bono (DVD)
- 19 sièges à pourvoir au conseil municipal (population légale 2011 : 1 709 habitants)
- 5 sièges à pourvoir au conseil communautaire (CC Sidobre Vals et Plateaux)

|                          | François Bono * | DVD            | 649   | 100,00 | 19 | 5 |  |  |
|                          |                 |                |       |        |    |   |  |  |
| Inscrits                 | Inscrits        | Inscrits       | 1 492 | 100,00 |    |   |  |  |
| Abstentions              | Abstentions     | Abstentions    | 530   | 35,52  |    |   |  |  |
| Votants                  | Votants         | Votants        | 962   | 64,48  |    |   |  |  |
| Blancs et nuls           | Blancs et nuls  | Blancs et nuls | 313   | 32,54  |    |   |  |  |
| Exprimés                 | Exprimés        | Exprimés       | 649   | 67,46  |    |   |  |  |
| * Liste du maire sortant |                 |                |       |        |    |   |  |  |

### Lagarrigue
- Maire sortant : Michel Benoît (SE)
- 19 sièges à pourvoir au conseil municipal (population légale 2011 : 1 784 habitants)
- 1 sièges à pourvoir au conseil communautaire (CA de Castres-Mazamet)

|                | Vincent Colom      | DVG            | 586   | 57,00  | 15 | 1 |  |  |
|                | Jean-Paul Pradalié | DVG            | 442   | 42,99  | 4  |   |  |  |
|                |                    |                |       |        |    |   |  |  |
| Inscrits       | Inscrits           | Inscrits       | 1 449 | 100,00 |    |   |  |  |
| Abstentions    | Abstentions        | Abstentions    | 378   | 26,09  |    |   |  |  |
| Votants        | Votants            | Votants        | 1 071 | 73,91  |    |   |  |  |
| Blancs et nuls | Blancs et nuls     | Blancs et nuls | 43    | 4,01   |    |   |  |  |
| Exprimés       | Exprimés           | Exprimés       | 1 028 | 95,99  |    |   |  |  |

### Lagrave
- Maire sortant : Max Moulis (DVG)
- 19 sièges à pourvoir au conseil municipal (population légale 2011 : 1 897 habitants)
- 2 sièges à pourvoir au conseil communautaire (CA Gaillac Graulhet Agglomération)

|                          | Max Moulis *   | DVG            | 796   | 100,00 | 19 | 2 |  |  |
|                          |                |                |       |        |    |   |  |  |
| Inscrits                 | Inscrits       | Inscrits       | 1 456 | 100,00 |    |   |  |  |
| Abstentions              | Abstentions    | Abstentions    | 520   | 35,71  |    |   |  |  |
| Votants                  | Votants        | Votants        | 936   | 64,29  |    |   |  |  |
| Blancs et nuls           | Blancs et nuls | Blancs et nuls | 140   | 14,96  |    |   |  |  |
| Exprimés                 | Exprimés       | Exprimés       | 796   | 85,04  |    |   |  |  |
| * Liste du maire sortant |                |                |       |        |    |   |  |  |

### Lautrec
- Maire sortant : Laurent Gros (DVD)
- 19 sièges à pourvoir au conseil municipal (population légale 2011 : 1 777 habitants)
- 3 sièges à pourvoir au conseil communautaire (CC du Lautrecois-Pays d'Agout)

| Tête de liste            | Tête de liste  | Liste          | Premier tour | Premier tour | Second tour | Second tour | Sièges | Sièges |
| Tête de liste            | Tête de liste  | Liste          | Voix         | %            | Voix        | %           | CM     | CC     |
| ------------------------ | -------------- | -------------- | ------------ | ------------ | ----------- | ----------- | ------ | ------ |
|                          | Thierry Bardou | DVD            | 512          | 50,00        | 586         | 51,49       | 15     | 2      |
|                          | Laurent Gros * | DVD            | 512          | 50,00        | 552         | 48,50       | 4      | 1      |
|                          |                |                |              |              |             |             |        |        |
| Inscrits                 | Inscrits       | Inscrits       | 1 269        | 100,00       | 1 268       | 100,00      |        |        |
| Abstentions              | Abstentions    | Abstentions    | 191          | 15,05        | 102         | 8,04        |        |        |
| Votants                  | Votants        | Votants        | 1 078        | 84,95        | 1 166       | 91,96       |        |        |
| Blancs et nuls           | Blancs et nuls | Blancs et nuls | 54           | 5,01         | 28          | 2,40        |        |        |
| Exprimés                 | Exprimés       | Exprimés       | 1 024        | 94,99        | 1 138       | 97,60       |        |        |
| * Liste du maire sortant |                |                |              |              |             |             |        |        |

### Lavaur
- Maire sortant : Bernard Carayon (UMP)
- 33 sièges à pourvoir au conseil municipal (population légale 2011 : 10 178 habitants)
- 9 sièges à pourvoir au conseil communautaire (CC Tarn-Agout)

|                          | Bernard Carayon * | DVD            | 3 561 | 67,55  | 28 | 8 |  |  |
|                          | Christian Cayla   | DVG            | 1 710 | 32,44  | 5  | 1 |  |  |
|                          |                   |                |       |        |    |   |  |  |
| Inscrits                 | Inscrits          | Inscrits       | 7 921 | 100,00 |    |   |  |  |
| Abstentions              | Abstentions       | Abstentions    | 2 279 | 28,77  |    |   |  |  |
| Votants                  | Votants           | Votants        | 5 642 | 71,23  |    |   |  |  |
| Blancs et nuls           | Blancs et nuls    | Blancs et nuls | 371   | 6,58   |    |   |  |  |
| Exprimés                 | Exprimés          | Exprimés       | 5 271 | 93,42  |    |   |  |  |
| * Liste du maire sortant |                   |                |       |        |    |   |  |  |

### Le Garric
- Maire sortant : Christian Vedel (DVG)
- 15 sièges à pourvoir au conseil municipal (population légale 2011 : 1 202 habitants)
- 1 sièges à pourvoir au conseil communautaire (CC Carmausin-Ségala)

|                          | Christian Vedel * | DVG            | 549   | 72,23  | 13 | 1 |  |  |
|                          | Denis Toursel     | SE             | 211   | 27,76  | 2  |   |  |  |
|                          |                   |                |       |        |    |   |  |  |
| Inscrits                 | Inscrits          | Inscrits       | 1 077 | 100,00 |    |   |  |  |
| Abstentions              | Abstentions       | Abstentions    | 266   | 24,70  |    |   |  |  |
| Votants                  | Votants           | Votants        | 811   | 75,30  |    |   |  |  |
| Blancs et nuls           | Blancs et nuls    | Blancs et nuls | 51    | 6,29   |    |   |  |  |
| Exprimés                 | Exprimés          | Exprimés       | 760   | 93,71  |    |   |  |  |
| * Liste du maire sortant |                   |                |       |        |    |   |  |  |

### Le Sequestre
- Maire sortant : Gérard Poujade (PS)
- 19 sièges à pourvoir au conseil municipal (population légale 2011 : 1 530 habitants)
- 1 sièges à pourvoir au conseil communautaire (CA de l'Albigeois)

|                          | Gérard Poujade * | DVG            | 526   | 100,00 | 19 | 1 |  |  |
|                          |                  |                |       |        |    |   |  |  |
| Inscrits                 | Inscrits         | Inscrits       | 1 335 | 100,00 |    |   |  |  |
| Abstentions              | Abstentions      | Abstentions    | 591   | 44,27  |    |   |  |  |
| Votants                  | Votants          | Votants        | 744   | 55,73  |    |   |  |  |
| Blancs et nuls           | Blancs et nuls   | Blancs et nuls | 218   | 29,30  |    |   |  |  |
| Exprimés                 | Exprimés         | Exprimés       | 526   | 70,70  |    |   |  |  |
| * Liste du maire sortant |                  |                |       |        |    |   |  |  |

### Lescure-d'Albigeois
- Maire sortant : Claude Julien (SE)
- 27 sièges à pourvoir au conseil municipal (population légale 2011 : 4 373 habitants)
- 3 sièges à pourvoir au conseil communautaire (CA de l'Albigeois)

|                          | Francis Salabert | SE             | 1 309 | 57,06  | 21 | 2 |  |  |
|                          | Claude Julien *  | SE             | 985   | 42,93  | 6  | 1 |  |  |
|                          |                  |                |       |        |    |   |  |  |
| Inscrits                 | Inscrits         | Inscrits       | 3 497 | 100,00 |    |   |  |  |
| Abstentions              | Abstentions      | Abstentions    | 1 007 | 28,80  |    |   |  |  |
| Votants                  | Votants          | Votants        | 2 490 | 71,20  |    |   |  |  |
| Blancs et nuls           | Blancs et nuls   | Blancs et nuls | 196   | 7,87   |    |   |  |  |
| Exprimés                 | Exprimés         | Exprimés       | 2 294 | 92,13  |    |   |  |  |
| * Liste du maire sortant |                  |                |       |        |    |   |  |  |

### Lisle-sur-Tarn
- Maire sortant : Jean Tkaczuk (PS)
- 27 sièges à pourvoir au conseil municipal (population légale 2011 : 4 328 habitants)
- 5 sièges à pourvoir au conseil communautaire (CA Gaillac Graulhet Agglomération)

|                          | Maryline Lherm | SE             | 1 432 | 54,53  | 21 | 4 |  |  |
|                          | Jean Tkaczuk * | PS-EELV-FG     | 1 194 | 45,46  | 6  | 1 |  |  |
|                          |                |                |       |        |    |   |  |  |
| Inscrits                 | Inscrits       | Inscrits       | 3 469 | 100,00 |    |   |  |  |
| Abstentions              | Abstentions    | Abstentions    | 729   | 21,01  |    |   |  |  |
| Votants                  | Votants        | Votants        | 2 740 | 78,99  |    |   |  |  |
| Blancs et nuls           | Blancs et nuls | Blancs et nuls | 114   | 4,16   |    |   |  |  |
| Exprimés                 | Exprimés       | Exprimés       | 2 626 | 95,84  |    |   |  |  |
| * Liste du maire sortant |                |                |       |        |    |   |  |  |

### Lombers
- Maire sortant : Claude Roques (SE)
- 15 sièges à pourvoir au conseil municipal (population légale 2011 : 1 077 habitants)
- 3 sièges à pourvoir au conseil communautaire (CC Centre Tarn)

|                          | Claude Roques *     | SE             | 491 | 69,35  | 13 | 3 |  |  |
|                          | Françoise Serayssol | DVG            | 217 | 30,64  | 2  |   |  |  |
|                          |                     |                |     |        |    |   |  |  |
| Inscrits                 | Inscrits            | Inscrits       | 870 | 100,00 |    |   |  |  |
| Abstentions              | Abstentions         | Abstentions    | 120 | 13,79  |    |   |  |  |
| Votants                  | Votants             | Votants        | 750 | 86,21  |    |   |  |  |
| Blancs et nuls           | Blancs et nuls      | Blancs et nuls | 42  | 5,60   |    |   |  |  |
| Exprimés                 | Exprimés            | Exprimés       | 708 | 94,40  |    |   |  |  |
| * Liste du maire sortant |                     |                |     |        |    |   |  |  |

### Marssac-sur-Tarn
- Maire sortant : Anne-Marie Rosé (SE)
- 23 sièges à pourvoir au conseil municipal (population légale 2011 : 2 961 habitants)
- 2 sièges à pourvoir au conseil communautaire (CA de l'Albigeois)

| Tête de liste            | Tête de liste     | Liste          | Premier tour | Premier tour | Second tour | Second tour | Sièges | Sièges |
| Tête de liste            | Tête de liste     | Liste          | Voix         | %            | Voix        | %           | CM     | CC     |
| ------------------------ | ----------------- | -------------- | ------------ | ------------ | ----------- | ----------- | ------ | ------ |
|                          | Anne-Marie Rosé * | SE             | 657          | 39,57        | 786         | 46,26       | 17     | 2      |
|                          | Jean-Pierre Pujol | SE             | 508          | 30,60        | 528         | 31,07       | 4      |        |
|                          | Bruno Doré        | SE             | 495          | 29,81        | 385         | 22,66       | 2      |        |
|                          |                   |                |              |              |             |             |        |        |
| Inscrits                 | Inscrits          | Inscrits       | 2 237        | 100,00       | 2 237       | 100,00      |        |        |
| Abstentions              | Abstentions       | Abstentions    | 501          | 22,40        | 481         | 21,50       |        |        |
| Votants                  | Votants           | Votants        | 1 736        | 77,60        | 1 756       | 78,50       |        |        |
| Blancs et nuls           | Blancs et nuls    | Blancs et nuls | 76           | 4,38         | 57          | 3,25        |        |        |
| Exprimés                 | Exprimés          | Exprimés       | 1 660        | 95,62        | 1 699       | 96,75       |        |        |
| * Liste du maire sortant |                   |                |              |              |             |             |        |        |

### Mazamet
- Maire sortant : Laurent Bonneville (DVD)
- 33 sièges à pourvoir au conseil municipal (population légale 2011 : 10 093 habitants)
- 6 sièges à pourvoir au conseil communautaire (CA de Castres-Mazamet)

| Tête de liste            | Tête de liste        | Liste          | Premier tour | Premier tour | Second tour | Second tour | Sièges | Sièges |
| Tête de liste            | Tête de liste        | Liste          | Voix         | %            | Voix        | %           | CM     | CC     |
| ------------------------ | -------------------- | -------------- | ------------ | ------------ | ----------- | ----------- | ------ | ------ |
|                          | Olivier Fabre        | DVD            | 1 600        | 34,15        | 1 913       | 39,28       | 24     | 5      |
|                          | Laurent Bonneville * | DVD            | 1 514        | 32,31        | 1 790       | 36,75       | 6      | 1      |
|                          | Luc Picard           | DVG            | 906          | 19,33        | 746         | 15,31       | 2      |        |
|                          | Stéphane Gallois     | FN             | 665          | 14,19        | 421         | 8,64        | 1      |        |
|                          |                      |                |              |              |             |             |        |        |
| Inscrits                 | Inscrits             | Inscrits       | 7 515        | 100,00       | 7 515       | 100,00      |        |        |
| Abstentions              | Abstentions          | Abstentions    | 2 721        | 36,21        | 2 547       | 33,89       |        |        |
| Votants                  | Votants              | Votants        | 4 794        | 63,79        | 4 968       | 66,11       |        |        |
| Blancs et nuls           | Blancs et nuls       | Blancs et nuls | 109          | 2,27         | 98          | 1,97        |        |        |
| Exprimés                 | Exprimés             | Exprimés       | 4 685        | 97,73        | 4 870       | 98,03       |        |        |
| * Liste du maire sortant |                      |                |              |              |             |             |        |        |

### Mirandol-Bourgnounac
- Maire sortant : Robert Assié (SE)
- 15 sièges à pourvoir au conseil municipal (population légale 2011 : 1 075 habitants)
- 1 sièges à pourvoir au conseil communautaire (CC Carmausin-Ségala)

|                          | Robert Assié *      | SE             | 418 | 56,79  | 12 | 1 |  |  |
|                          | Sonia Richard Munoz | SE             | 318 | 43,20  | 3  |   |  |  |
|                          |                     |                |     |        |    |   |  |  |
| Inscrits                 | Inscrits            | Inscrits       | 951 | 100,00 |    |   |  |  |
| Abstentions              | Abstentions         | Abstentions    | 189 | 19,87  |    |   |  |  |
| Votants                  | Votants             | Votants        | 762 | 80,13  |    |   |  |  |
| Blancs et nuls           | Blancs et nuls      | Blancs et nuls | 26  | 3,41   |    |   |  |  |
| Exprimés                 | Exprimés            | Exprimés       | 736 | 96,59  |    |   |  |  |
| * Liste du maire sortant |                     |                |     |        |    |   |  |  |

### Monestiés
- Maire sortant : Denis Marty (PS)
- 15 sièges à pourvoir au conseil municipal (population légale 2011 : 1 421 habitants)
- 2 sièges à pourvoir au conseil communautaire (CC Carmausin-Ségala)

|                          | Denis Marty *       | PS             | 553   | 67,27  | 13 | 2 |  |  |
|                          | Jean-Pierre Jourdas | SE             | 269   | 32,72  | 2  |   |  |  |
|                          |                     |                |       |        |    |   |  |  |
| Inscrits                 | Inscrits            | Inscrits       | 1 106 | 100,00 |    |   |  |  |
| Abstentions              | Abstentions         | Abstentions    | 216   | 19,53  |    |   |  |  |
| Votants                  | Votants             | Votants        | 890   | 80,47  |    |   |  |  |
| Blancs et nuls           | Blancs et nuls      | Blancs et nuls | 68    | 7,64   |    |   |  |  |
| Exprimés                 | Exprimés            | Exprimés       | 822   | 92,36  |    |   |  |  |
| * Liste du maire sortant |                     |                |       |        |    |   |  |  |

### Montans
- Maire sortant : Gilles Crouzet (SE)
- 15 sièges à pourvoir au conseil municipal (population légale 2011 : 1 373 habitants)
- 2 sièges à pourvoir au conseil communautaire (CA Gaillac Graulhet Agglomération)

|                          | Gilles Crouzet * | SE             | 598   | 100,00 | 15 | 2 |  |  |
|                          |                  |                |       |        |    |   |  |  |
| Inscrits                 | Inscrits         | Inscrits       | 1 068 | 100,00 |    |   |  |  |
| Abstentions              | Abstentions      | Abstentions    | 355   | 33,24  |    |   |  |  |
| Votants                  | Votants          | Votants        | 713   | 66,76  |    |   |  |  |
| Blancs et nuls           | Blancs et nuls   | Blancs et nuls | 115   | 16,13  |    |   |  |  |
| Exprimés                 | Exprimés         | Exprimés       | 598   | 83,87  |    |   |  |  |
| * Liste du maire sortant |                  |                |       |        |    |   |  |  |

### Montredon-Labessonnié
- Maire sortant : Jean-Paul Chamayou (DVD)
- 19 sièges à pourvoir au conseil municipal (population légale 2011 : 2 088 habitants)
- 5 sièges à pourvoir au conseil communautaire (CC Centre Tarn)

|                          | Jean-Paul Chamayou * | DVD            | 785   | 100,00 | 19 | 5 |  |  |
|                          |                      |                |       |        |    |   |  |  |
| Inscrits                 | Inscrits             | Inscrits       | 1 608 | 100,00 |    |   |  |  |
| Abstentions              | Abstentions          | Abstentions    | 446   | 27,74  |    |   |  |  |
| Votants                  | Votants              | Votants        | 1 162 | 72,26  |    |   |  |  |
| Blancs et nuls           | Blancs et nuls       | Blancs et nuls | 377   | 32,44  |    |   |  |  |
| Exprimés                 | Exprimés             | Exprimés       | 785   | 67,56  |    |   |  |  |
| * Liste du maire sortant |                      |                |       |        |    |   |  |  |

### Payrin-Augmontel
- Maire sortant : Alain Vaute (DVG)
- 19 sièges à pourvoir au conseil municipal (population légale 2011 : 2 195 habitants)
- 1 sièges à pourvoir au conseil communautaire (CA de Castres-Mazamet)

|                          | Alain Vaute *    | DVG            | 862   | 65,50  | 16 | 1 |  |  |
|                          | Pascal Vannereau | SE             | 454   | 34,49  | 3  |   |  |  |
|                          |                  |                |       |        |    |   |  |  |
| Inscrits                 | Inscrits         | Inscrits       | 1 903 | 100,00 |    |   |  |  |
| Abstentions              | Abstentions      | Abstentions    | 522   | 27,43  |    |   |  |  |
| Votants                  | Votants          | Votants        | 1 381 | 72,57  |    |   |  |  |
| Blancs et nuls           | Blancs et nuls   | Blancs et nuls | 65    | 4,71   |    |   |  |  |
| Exprimés                 | Exprimés         | Exprimés       | 1 316 | 95,29  |    |   |  |  |
| * Liste du maire sortant |                  |                |       |        |    |   |  |  |

### Pont-de-Larn
- Maire sortant : Christian Carayol (DVG)
- 23 sièges à pourvoir au conseil municipal (population légale 2011 : 2 878 habitants)
- 1 sièges à pourvoir au conseil communautaire (CA de Castres-Mazamet)

|                          | Christian Carayol * | DVG            | 1 304 | 100,00 | 23 | 1 |  |  |
|                          |                     |                |       |        |    |   |  |  |
| Inscrits                 | Inscrits            | Inscrits       | 2 253 | 100,00 |    |   |  |  |
| Abstentions              | Abstentions         | Abstentions    | 749   | 33,24  |    |   |  |  |
| Votants                  | Votants             | Votants        | 1 504 | 66,76  |    |   |  |  |
| Blancs et nuls           | Blancs et nuls      | Blancs et nuls | 200   | 13,30  |    |   |  |  |
| Exprimés                 | Exprimés            | Exprimés       | 1 304 | 86,70  |    |   |  |  |
| * Liste du maire sortant |                     |                |       |        |    |   |  |  |

### Puygouzon
- Maire sortant : Thierry Dufour (SE)
- 23 sièges à pourvoir au conseil municipal (population légale 2011 : 2 937 habitants)
- 2 sièges à pourvoir au conseil communautaire (CA de l'Albigeois)

|                          | Thierry Dufour *  | SE             | 1 195 | 63,49  | 19 | 2 |  |  |
|                          | Jean-Marie Garcia | SE             | 687   | 36,50  | 4  |   |  |  |
|                          |                   |                |       |        |    |   |  |  |
| Inscrits                 | Inscrits          | Inscrits       | 2 568 | 100,00 |    |   |  |  |
| Abstentions              | Abstentions       | Abstentions    | 614   | 23,91  |    |   |  |  |
| Votants                  | Votants           | Votants        | 1 954 | 76,09  |    |   |  |  |
| Blancs et nuls           | Blancs et nuls    | Blancs et nuls | 72    | 3,68   |    |   |  |  |
| Exprimés                 | Exprimés          | Exprimés       | 1 882 | 96,32  |    |   |  |  |
| * Liste du maire sortant |                   |                |       |        |    |   |  |  |

### Puylaurens
- Maire sortant : Anne Laperrouze (DVD)
- 23 sièges à pourvoir au conseil municipal (population légale 2011 : 3 235 habitants)
- 5 sièges à pourvoir au conseil communautaire (CC du Sor et de l'Agout)

|                          | Anne Laperrouze * | DVD            | 1 041 | 63,59  | 19 | 4 |  |  |
|                          | Roseline Bougaran | SE             | 596   | 36,40  | 4  | 1 |  |  |
|                          |                   |                |       |        |    |   |  |  |
| Inscrits                 | Inscrits          | Inscrits       | 2 411 | 100,00 |    |   |  |  |
| Abstentions              | Abstentions       | Abstentions    | 652   | 27,04  |    |   |  |  |
| Votants                  | Votants           | Votants        | 1 759 | 72,96  |    |   |  |  |
| Blancs et nuls           | Blancs et nuls    | Blancs et nuls | 122   | 6,94   |    |   |  |  |
| Exprimés                 | Exprimés          | Exprimés       | 1 637 | 93,06  |    |   |  |  |
| * Liste du maire sortant |                   |                |       |        |    |   |  |  |

### Rabastens
- Maire sortant : Alain Brest (PS)
- 29 sièges à pourvoir au conseil municipal (population légale 2011 : 5 083 habitants)
- 13 sièges à pourvoir au conseil communautaire (CA Gaillac Graulhet Agglomération)

|                          | Pierre Verdier | SE             | 1 617 | 58,27  | 23 | 11 |  |  |
|                          | Alain Brest *  | SE             | 1 158 | 41,72  | 6  | 2  |  |  |
|                          |                |                |       |        |    |    |  |  |
| Inscrits                 | Inscrits       | Inscrits       | 3 972 | 100,00 |    |    |  |  |
| Abstentions              | Abstentions    | Abstentions    | 993   | 25,00  |    |    |  |  |
| Votants                  | Votants        | Votants        | 2 979 | 75,00  |    |    |  |  |
| Blancs et nuls           | Blancs et nuls | Blancs et nuls | 204   | 6,85   |    |    |  |  |
| Exprimés                 | Exprimés       | Exprimés       | 2 775 | 93,15  |    |    |  |  |
| * Liste du maire sortant |                |                |       |        |    |    |  |  |

### Réalmont
- Maire sortant : Hubert Bernard (SE)
- 23 sièges à pourvoir au conseil municipal (population légale 2011 : 3 285 habitants)
- 7 sièges à pourvoir au conseil communautaire (CC Centre Tarn)

|                | Henri Viaules  | SE             | 946   | 50,66  | 18 | 6 |  |  |
|                | Alain Rouquier | DVG            | 921   | 49,33  | 5  | 1 |  |  |
|                |                |                |       |        |    |   |  |  |
| Inscrits       | Inscrits       | Inscrits       | 2 484 | 100,00 |    |   |  |  |
| Abstentions    | Abstentions    | Abstentions    | 489   | 19,69  |    |   |  |  |
| Votants        | Votants        | Votants        | 1 995 | 80,31  |    |   |  |  |
| Blancs et nuls | Blancs et nuls | Blancs et nuls | 128   | 6,42   |    |   |  |  |
| Exprimés       | Exprimés       | Exprimés       | 1 867 | 93,58  |    |   |  |  |

### Roquecourbe
- Maire sortant : Pierre Modéran (DVD)
- 19 sièges à pourvoir au conseil municipal (population légale 2011 : 2 305 habitants)
- 5 sièges à pourvoir au conseil communautaire (CC Sidobre Vals et Plateaux)

|                          | Pierre Modéran * | DVD            | 731   | 61,79  | 16 | 4 |  |  |
|                          | René Castant     | DVG            | 452   | 38,20  | 3  | 1 |  |  |
|                          |                  |                |       |        |    |   |  |  |
| Inscrits                 | Inscrits         | Inscrits       | 1 780 | 100,00 |    |   |  |  |
| Abstentions              | Abstentions      | Abstentions    | 463   | 26,01  |    |   |  |  |
| Votants                  | Votants          | Votants        | 1 317 | 73,99  |    |   |  |  |
| Blancs et nuls           | Blancs et nuls   | Blancs et nuls | 134   | 10,17  |    |   |  |  |
| Exprimés                 | Exprimés         | Exprimés       | 1 183 | 89,83  |    |   |  |  |
| * Liste du maire sortant |                  |                |       |        |    |   |  |  |

### Saint-Amans-Soult
- Maire sortant : Daniel Vialelle (DVG)
- 19 sièges à pourvoir au conseil municipal (population légale 2011 : 1 666 habitants)
- 1 sièges à pourvoir au conseil communautaire (CA de Castres-Mazamet)

|                          | Daniel Vialelle * | DVG            | 629   | 69,12  | 16 | 1 |  |  |
|                          | Gilbert Combret   | DVD            | 281   | 30,87  | 3  |   |  |  |
|                          |                   |                |       |        |    |   |  |  |
| Inscrits                 | Inscrits          | Inscrits       | 1 265 | 100,00 |    |   |  |  |
| Abstentions              | Abstentions       | Abstentions    | 307   | 24,27  |    |   |  |  |
| Votants                  | Votants           | Votants        | 958   | 75,73  |    |   |  |  |
| Blancs et nuls           | Blancs et nuls    | Blancs et nuls | 48    | 5,01   |    |   |  |  |
| Exprimés                 | Exprimés          | Exprimés       | 910   | 94,99  |    |   |  |  |
| * Liste du maire sortant |                   |                |       |        |    |   |  |  |

### Saint-Benoît-de-Carmaux
- Maire sortant : Thierry San Andrès (PCF)
- 19 sièges à pourvoir au conseil municipal (population légale 2011 : 2 169 habitants)
- 3 sièges à pourvoir au conseil communautaire (CC Carmausin-Ségala)

|                          | Thierry San Andrès * | PCF            | 625   | 52,30  | 15 | 2 |  |  |
|                          | Jean-Louis Reynes    | PS             | 371   | 31,04  | 3  | 1 |  |  |
|                          | Nicole Bousquet      | FN             | 199   | 16,65  | 1  |   |  |  |
|                          |                      |                |       |        |    |   |  |  |
| Inscrits                 | Inscrits             | Inscrits       | 1 840 | 100,00 |    |   |  |  |
| Abstentions              | Abstentions          | Abstentions    | 585   | 31,79  |    |   |  |  |
| Votants                  | Votants              | Votants        | 1 255 | 68,21  |    |   |  |  |
| Blancs et nuls           | Blancs et nuls       | Blancs et nuls | 60    | 4,78   |    |   |  |  |
| Exprimés                 | Exprimés             | Exprimés       | 1 195 | 95,22  |    |   |  |  |
| * Liste du maire sortant |                      |                |       |        |    |   |  |  |

### Saint-Juéry
- Maire sortant : Jacques Lasserre (PS)
- 29 sièges à pourvoir au conseil municipal (population légale 2011 : 6 758 habitants)
- 6 sièges à pourvoir au conseil communautaire (CA de l'Albigeois)

| Tête de liste  | Tête de liste     | Liste          | Premier tour | Premier tour | Second tour | Second tour | Sièges | Sièges |
| Tête de liste  | Tête de liste     | Liste          | Voix         | %            | Voix        | %           | CM     | CC     |
| -------------- | ----------------- | -------------- | ------------ | ------------ | ----------- | ----------- | ------ | ------ |
|                | Jean-Paul Raynaud | DVG            | 1 231        | 36,84        | 1 506       | 43,41       | 21     | 4      |
|                | Blandine Thuel    | PS-PCF-EELV    | 1 199        | 35,88        | 1 168       | 33,66       | 5      | 1      |
|                | Stéphane Bardy    | SE             | 911          | 27,26        | 795         | 22,91       | 3      | 1      |
|                |                   |                |              |              |             |             |        |        |
| Inscrits       | Inscrits          | Inscrits       | 5 116        | 100,00       | 5 115       | 100,00      |        |        |
| Abstentions    | Abstentions       | Abstentions    | 1 603        | 31,33        | 1 511       | 29,54       |        |        |
| Votants        | Votants           | Votants        | 3 513        | 68,67        | 3 604       | 70,46       |        |        |
| Blancs et nuls | Blancs et nuls    | Blancs et nuls | 172          | 4,90         | 135         | 3,75        |        |        |
| Exprimés       | Exprimés          | Exprimés       | 3 341        | 95,10        | 3 469       | 96,25       |        |        |

### Saint-Paul-Cap-de-Joux
- Maire sortant : André Jouqueviel (SE)
- 15 sièges à pourvoir au conseil municipal (population légale 2011 : 1 078 habitants)
- 2 sièges à pourvoir au conseil communautaire (CC du Lautrecois-Pays d'Agout)

|                | Laurent Vandendriessche | PS             | 378 | 100,00 | 15 | 2 |  |  |
|                |                         |                |     |        |    |   |  |  |
| Inscrits       | Inscrits                | Inscrits       | 810 | 100,00 |    |   |  |  |
| Abstentions    | Abstentions             | Abstentions    | 286 | 35,31  |    |   |  |  |
| Votants        | Votants                 | Votants        | 524 | 64,69  |    |   |  |  |
| Blancs et nuls | Blancs et nuls          | Blancs et nuls | 146 | 27,86  |    |   |  |  |
| Exprimés       | Exprimés                | Exprimés       | 378 | 72,14  |    |   |  |  |

### Saint-Sulpice-la-Pointe
- Maire sortant : Bernard Soulet (DVD)
- 29 sièges à pourvoir au conseil municipal (population légale 2011 : 8 213 habitants)
- 7 sièges à pourvoir au conseil communautaire (CC Tarn-Agout)

| Tête de liste  | Tête de liste          | Liste          | Premier tour | Premier tour | Second tour | Second tour | Sièges | Sièges |
| Tête de liste  | Tête de liste          | Liste          | Voix         | %            | Voix        | %           | CM     | CC     |
| -------------- | ---------------------- | -------------- | ------------ | ------------ | ----------- | ----------- | ------ | ------ |
|                | Dominique Rondi-sarrat | PS-PCF-EELV    | 1 161        | 30,33        | 1 701       | 43,86       | 21     | 6      |
|                | Nicolas Bouteselle     | DVG            | 893          | 23,33        | 1 378       | 35,53       | 5      | 1      |
|                | Marc Neri              | FN             | 766          | 20,01        | 799         | 20,60       | 3      |        |
|                | Robert Growas          | SE             | 671          | 17,53        |             |             |        |        |
|                | Amir Mekhaeil          | DVD            | 336          | 8,77         |             |             |        |        |
|                |                        |                |              |              |             |             |        |        |
| Inscrits       | Inscrits               | Inscrits       | 5 605        | 100,00       | 5 605       | 100,00      |        |        |
| Abstentions    | Abstentions            | Abstentions    | 1 668        | 29,76        | 1 598       | 28,51       |        |        |
| Votants        | Votants                | Votants        | 3 937        | 70,24        | 4 007       | 71,49       |        |        |
| Blancs et nuls | Blancs et nuls         | Blancs et nuls | 110          | 2,79         | 129         | 3,22        |        |        |
| Exprimés       | Exprimés               | Exprimés       | 3 827        | 97,21        | 3 878       | 96,78       |        |        |

### Saïx
- Maire sortant : Geneviève Dura (DVG)
- 23 sièges à pourvoir au conseil municipal (population légale 2011 : 3 318 habitants)
- 5 sièges à pourvoir au conseil communautaire (CC du Sor et de l'Agout)

|                          | Geneviève Dura * | DVG            | 1 121 | 56,58  | 18 | 4 |  |  |
|                          | Philippe Peres   | DVD            | 860   | 43,41  | 5  | 1 |  |  |
|                          |                  |                |       |        |    |   |  |  |
| Inscrits                 | Inscrits         | Inscrits       | 2 767 | 100,00 |    |   |  |  |
| Abstentions              | Abstentions      | Abstentions    | 664   | 24,00  |    |   |  |  |
| Votants                  | Votants          | Votants        | 2 103 | 76,00  |    |   |  |  |
| Blancs et nuls           | Blancs et nuls   | Blancs et nuls | 122   | 5,80   |    |   |  |  |
| Exprimés                 | Exprimés         | Exprimés       | 1 981 | 94,20  |    |   |  |  |
| * Liste du maire sortant |                  |                |       |        |    |   |  |  |

### Salvagnac
- Maire sortant : Bernard Miramond (SE)
- 15 sièges à pourvoir au conseil municipal (population légale 2011 : 1 089 habitants)
- 6 sièges à pourvoir au conseil communautaire (CA Gaillac Graulhet Agglomération)

|                          | Bernard Miramond * | SE             | 356 | 56,24  | 12 | 5 |  |  |
|                          | Yves Raymond       | SE             | 277 | 43,75  | 3  | 1 |  |  |
|                          |                    |                |     |        |    |   |  |  |
| Inscrits                 | Inscrits           | Inscrits       | 831 | 100,00 |    |   |  |  |
| Abstentions              | Abstentions        | Abstentions    | 173 | 20,82  |    |   |  |  |
| Votants                  | Votants            | Votants        | 658 | 79,18  |    |   |  |  |
| Blancs et nuls           | Blancs et nuls     | Blancs et nuls | 25  | 3,80   |    |   |  |  |
| Exprimés                 | Exprimés           | Exprimés       | 633 | 96,20  |    |   |  |  |
| * Liste du maire sortant |                    |                |     |        |    |   |  |  |

### Sémalens
- Maire sortant : Alex Bousquet (SE)
- 19 sièges à pourvoir au conseil municipal (population légale 2011 : 1 982 habitants)
- 3 sièges à pourvoir au conseil communautaire (CC du Sor et de l'Agout)

|                          | Alex Bousquet *      | SE             | 741   | 64,21  | 16 | 2 |  |  |
|                          | Jean-Antoine Escande | SE             | 413   | 35,78  | 3  | 1 |  |  |
|                          |                      |                |       |        |    |   |  |  |
| Inscrits                 | Inscrits             | Inscrits       | 1 674 | 100,00 |    |   |  |  |
| Abstentions              | Abstentions          | Abstentions    | 463   | 27,66  |    |   |  |  |
| Votants                  | Votants              | Votants        | 1 211 | 72,34  |    |   |  |  |
| Blancs et nuls           | Blancs et nuls       | Blancs et nuls | 57    | 4,71   |    |   |  |  |
| Exprimés                 | Exprimés             | Exprimés       | 1 154 | 95,29  |    |   |  |  |
| * Liste du maire sortant |                      |                |       |        |    |   |  |  |

### Senouillac
- Maire sortant : Marie-Thérèse Plageole (SE)
- 15 sièges à pourvoir au conseil municipal (population légale 2011 : 1 072 habitants)
- 2 sièges à pourvoir au conseil communautaire (CA Gaillac Graulhet Agglomération)

| Tête de liste                | Tête de liste             | Liste          | Premier tour | Premier tour | Second tour | Second tour | Sièges | Sièges |
| Tête de liste                | Tête de liste             | Liste          | Voix         | %            | Voix        | %           | CM     | CC     |
| ---------------------------- | ------------------------- | -------------- | ------------ | ------------ | ----------- | ----------- | ------ | ------ |
|                              | Bernard Ferret            | SE             | 267          | 40,95        | 435         | 67,02       | 13     | 2      |
|                              | Emmanuel Bistes           | SE             | 198          | 30,36        | 214         | 32,97       | 2      |        |
|                              | Marie-Thérèse Plageoles * | SE             | 187          | 28,68        |             |             |        |        |
|                              |                           |                |              |              |             |             |        |        |
| Inscrits                     | Inscrits                  | Inscrits       | 906          | 100,00       | 906         | 100,00      |        |        |
| Abstentions                  | Abstentions               | Abstentions    | 228          | 25,17        | 223         | 24,61       |        |        |
| Votants                      | Votants                   | Votants        | 678          | 74,83        | 683         | 75,39       |        |        |
| Blancs et nuls               | Blancs et nuls            | Blancs et nuls | 26           | 3,83         | 34          | 4,98        |        |        |
| Exprimés                     | Exprimés                  | Exprimés       | 652          | 96,17        | 649         | 95,02       |        |        |
| * Liste de la maire sortante |                           |                |              |              |             |             |        |        |

### Sorèze
- Maire sortant : Albert Mamy (DVD)
- 23 sièges à pourvoir au conseil municipal (population légale 2011 : 2 635 habitants)
- 6 sièges à pourvoir au conseil communautaire (CC Aux sources du Canal du Midi)

|                          | Albert Mamy *  | DVD            | 928   | 69,25  | 20 | 5 |  |  |
|                          | Michel Pierson | SE             | 412   | 30,74  | 3  | 1 |  |  |
|                          |                |                |       |        |    |   |  |  |
| Inscrits                 | Inscrits       | Inscrits       | 1 979 | 100,00 |    |   |  |  |
| Abstentions              | Abstentions    | Abstentions    | 541   | 27,34  |    |   |  |  |
| Votants                  | Votants        | Votants        | 1 438 | 72,66  |    |   |  |  |
| Blancs et nuls           | Blancs et nuls | Blancs et nuls | 98    | 6,82   |    |   |  |  |
| Exprimés                 | Exprimés       | Exprimés       | 1 340 | 93,18  |    |   |  |  |
| * Liste du maire sortant |                |                |       |        |    |   |  |  |

### Soual
- Maire sortant : Michel Auriol (SE)
- 19 sièges à pourvoir au conseil municipal (population légale 2011 : 2 358 habitants)
- 3 sièges à pourvoir au conseil communautaire (CC du Sor et de l'Agout)

| Tête de liste  | Tête de liste    | Liste          | Premier tour | Premier tour | Second tour | Second tour | Sièges | Sièges |
| Tête de liste  | Tête de liste    | Liste          | Voix         | %            | Voix        | %           | CM     | CC     |
| -------------- | ---------------- | -------------- | ------------ | ------------ | ----------- | ----------- | ------ | ------ |
|                | Jean Luc Alibert | DVD            | 578          | 44,98        | 654         | 50,26       | 15     | 2      |
|                | Alain Cérésoli   | DVG            | 412          | 32,06        | 385         | 29,59       | 2      | 1      |
|                | Ion Ciornei      | DVD            | 295          | 22,95        | 262         | 20,13       | 2      |        |
|                |                  |                |              |              |             |             |        |        |
| Inscrits       | Inscrits         | Inscrits       | 1 787        | 100,00       | 1 788       | 100,00      |        |        |
| Abstentions    | Abstentions      | Abstentions    | 433          | 24,23        | 446         | 24,94       |        |        |
| Votants        | Votants          | Votants        | 1 354        | 75,77        | 1 342       | 75,06       |        |        |
| Blancs et nuls | Blancs et nuls   | Blancs et nuls | 69           | 5,10         | 41          | 3,06        |        |        |
| Exprimés       | Exprimés         | Exprimés       | 1 285        | 94,90        | 1 301       | 96,94       |        |        |

### Terssac
- Maire sortant : Jean-Philippe Roques (SE)
- 15 sièges à pourvoir au conseil municipal (population légale 2011 : 1 032 habitants)
- 1 sièges à pourvoir au conseil communautaire (CA de l'Albigeois)

| Tête de liste            | Tête de liste          | Liste          | Premier tour | Premier tour | Second tour | Second tour | Sièges | Sièges |
| Tête de liste            | Tête de liste          | Liste          | Voix         | %            | Voix        | %           | CM     | CC     |
| ------------------------ | ---------------------- | -------------- | ------------ | ------------ | ----------- | ----------- | ------ | ------ |
|                          | Robert Azaïs           | SE             | 272          | 40,47        | 338         | 51,68       | 12     | 1      |
|                          | Jean-Philippe Roques * | SE             | 223          | 33,18        | 316         | 48,31       | 3      |        |
|                          | Jean-Maurice Amat      | SE             | 177          | 26,33        |             |             |        |        |
|                          |                        |                |              |              |             |             |        |        |
| Inscrits                 | Inscrits               | Inscrits       | 921          | 100,00       | 943         | 100,00      |        |        |
| Abstentions              | Abstentions            | Abstentions    | 221          | 24,00        | 250         | 26,51       |        |        |
| Votants                  | Votants                | Votants        | 700          | 76,00        | 693         | 73,49       |        |        |
| Blancs et nuls           | Blancs et nuls         | Blancs et nuls | 28           | 4,00         | 39          | 5,63        |        |        |
| Exprimés                 | Exprimés               | Exprimés       | 672          | 96,00        | 654         | 94,37       |        |        |
| * Liste du maire sortant |                        |                |              |              |             |             |        |        |

### Valence-d'Albigeois
- Maire sortant : Christine Deymié (PCF)
- 15 sièges à pourvoir au conseil municipal (population légale 2011 : 1 326 habitants)
- 7 sièges à pourvoir au conseil communautaire (CC Val 81)

|                          | Christine Deymié * | DVG            | 348 | 51,47  | 12 | 6 |  |  |
|                          | André Maille       | DVD            | 328 | 48,52  | 3  | 1 |  |  |
|                          |                    |                |     |        |    |   |  |  |
| Inscrits                 | Inscrits           | Inscrits       | 904 | 100,00 |    |   |  |  |
| Abstentions              | Abstentions        | Abstentions    | 171 | 18,92  |    |   |  |  |
| Votants                  | Votants            | Votants        | 733 | 81,08  |    |   |  |  |
| Blancs et nuls           | Blancs et nuls     | Blancs et nuls | 57  | 7,78   |    |   |  |  |
| Exprimés                 | Exprimés           | Exprimés       | 676 | 92,22  |    |   |  |  |
| * Liste du maire sortant |                    |                |     |        |    |   |  |  |

### Vielmur-sur-Agout
- Maire sortant : Cathy Rabou (DVG)
- 15 sièges à pourvoir au conseil municipal (population légale 2011 : 1 459 habitants)
- 2 sièges à pourvoir au conseil communautaire (CC du Lautrecois-Pays d'Agout)

|                | Catherine Rabou * | DVG            | 651   | 100,00 | 15 | 2 |  |  |
|                |                   |                |       |        |    |   |  |  |
| Inscrits       | Inscrits          | Inscrits       | 1 105 | 100,00 |    |   |  |  |
| Abstentions    | Abstentions       | Abstentions    | 329   | 29,77  |    |   |  |  |
| Votants        | Votants           | Votants        | 776   | 70,23  |    |   |  |  |
| Blancs et nuls | Blancs et nuls    | Blancs et nuls | 125   | 16,11  |    |   |  |  |
| Exprimés       | Exprimés          | Exprimés       | 651   | 83,89  |    |   |  |  |

### Villefranche-d'Albigeois
- Maire sortant : René Cabrol (SE)
- 15 sièges à pourvoir au conseil municipal (population légale 2011 : 1 178 habitants)
- 4 sièges à pourvoir au conseil communautaire (CC des Monts d'Alban et du Villefranchois)

|                          | René Cabrol *  | SE             | 482 | 100,00 | 15 | 4 |  |  |
|                          |                |                |     |        |    |   |  |  |
| Inscrits                 | Inscrits       | Inscrits       | 875 | 100,00 |    |   |  |  |
| Abstentions              | Abstentions    | Abstentions    | 207 | 23,66  |    |   |  |  |
| Votants                  | Votants        | Votants        | 668 | 76,34  |    |   |  |  |
| Blancs et nuls           | Blancs et nuls | Blancs et nuls | 186 | 27,84  |    |   |  |  |
| Exprimés                 | Exprimés       | Exprimés       | 482 | 72,16  |    |   |  |  |
| * Liste du maire sortant |                |                |     |        |    |   |  |  |

### Viviers-lès-Montagnes
- Maire sortant : René Saissi (SE)
- 19 sièges à pourvoir au conseil municipal (population légale 2011 : 1 839 habitants)
- 3 sièges à pourvoir au conseil communautaire (CC du Sor et de l'Agout)

|                | Alain Veuillet    | SE             | 555   | 58,23  | 15 | 2 |  |  |
|                | Françoise Barberi | SE             | 398   | 41,76  | 4  | 1 |  |  |
|                |                   |                |       |        |    |   |  |  |
| Inscrits       | Inscrits          | Inscrits       | 1 436 | 100,00 |    |   |  |  |
| Abstentions    | Abstentions       | Abstentions    | 398   | 27,72  |    |   |  |  |
| Votants        | Votants           | Votants        | 1 038 | 72,28  |    |   |  |  |
| Blancs et nuls | Blancs et nuls    | Blancs et nuls | 85    | 8,19   |    |   |  |  |
| Exprimés       | Exprimés          | Exprimés       | 953   | 91,81  |    |   |  |  |